# Fayette megye (Kentucky)
Fayette megye az Amerikai Egyesült Államokban, azon belül Kentucky államban található. Megyeszékhelye Lexington, legnagyobb városa Lexington. Lakosainak száma 322 570 fő (2020. április 1.). Fayette megye Scott, Bourbon, Clark, Madison, Jessamine és Woodford megyékkel határos.

## Népesség
A megye népességének változása:
| Lakosok száma | 296 708 | 301 313 | 305 252 | 308 428 | 314 488 | 322 570 |
|               | 2010    | 2011    | 2012    | 2013    | 2015    | 2020    |